# Trek-Segafredo/2022
Deze pagina geeft een overzicht van de UCI World Tour wielerploeg Trek-Segafredo in  2022.

## Algemeen
Sponsors: Trek, Segafredo Zanetti
Algemeen Manager: Luca Guercilena
Teammanager: Steven de Jongh
Ploegleiders: Kim Andersen, Adriano Baffi, Markel Irizar, Luc Meersman, Jaroslav Popovytsj, Gregory Rast, Paolo Slongo
Fietsen: Trek
Materiaal: Bontrager

## Renners
| Naam                     | Geboortedatum | Nationaliteit    | Ploeg 2021                  |
| ------------------------ | ------------- | ---------------- | --------------------------- |
| Jon Aberasturi           | 28-03-1989    | Spanje           | Caja Rural-Seguros RGA      |
| Filippo Baroncini        | 26-08-2000    | Italië           | Team Colpack Ballan         |
| Julien Bernard           | 17-03-1992    | Frankrijk        |                             |
| Gianluca Brambilla       | 22-08-1987    | Italië           |                             |
| Marc Brustenga           | 04-11-1999    | Spanje           | -                           |
| Dario Cataldo            | 17-03-1985    | Italië           | Movistar Team               |
| Giulio Ciccone           | 20-12-1994    | Italië           |                             |
| Jakob Egholm             | 27-04-1998    | Denemarken       |                             |
| Kenny Elissonde          | 22-07-1991    | Frankrijk        |                             |
| Tony Gallopin            | 24-05-1988    | Frankrijk        | AG2R-Citroën                |
| Amanuel Gebreigzabhier   | 17-08-1994    | Eritrea          |                             |
| Asbjørn Hellemose        | 15-01-1999    | Denemarken       | -                           |
| Markus Hoelgaard         | 04-10-1994    | Noorwegen        | Uno-X Pro Cycling Team      |
| Daan Hoole               | 22-02-1999    | Nederland        | SEG Racing Academy          |
| Alexander Kamp           | 14-12-1993    | Denemarken       |                             |
| Alex Kirsch              | 12-06-1992    | Luxemburg        |                             |
| Emīls Liepiņš            | 29-10-1992    | Letland          |                             |
| Juan Pedro López         | 31-07-1997    | Spanje           |                             |
| Bauke Mollema            | 26-11-1986    | Nederland        |                             |
| Jacopo Mosca             | 29-08-1993    | Italië           |                             |
| Matteo Moschetti         | 14-08-1996    | Italië           |                             |
| Mads Pedersen            | 18-12-1995    | Denemarken       |                             |
| Simon Pellaud            | 06-11-1992    | Zwitserland      | Androni Giocattoli-Sidermec |
| Quinn Simmons            | 08-05-2001    | Verenigde Staten |                             |
| Mattias Skjelmose Jensen | 26-09-2000    | Denemarken       |                             |
| Toms Skujiņš             | 15-06-1991    | Letland          |                             |
| Jasper Stuyven           | 17-04-1992    | België           |                             |
| Edward Theuns            | 30-04-1991    | België           |                             |
| Antonio Tiberi           | 24-06-2001    | Italië           |                             |
| Antwan Tolhoek           | 29-04-1994    | Nederland        | Team Jumbo-Visma            |
| Otto Vergaerde           | 15-07-1994    | België           | Alpecin-Fenix               |

### Stagiairs
Per 1 augustus 2022
| Naam          | Geboortedatum | Nationaliteit | Vorige ploeg         |
| ------------- | ------------- | ------------- | -------------------- |
| Thibau Nys    | 12-11-2002    | België        | Baloise - Trek Lions |
| Mathias Vacek | 12-06-2002    | Tsjechië      | Gazprom-RusVelo      |

### Vertrokken
| Naam               | Geboortedatum | Nationaliteit       | Ploeg 2022             |
| ------------------ | ------------- | ------------------- | ---------------------- |
| Nicola Conci       | 05-01-1997    | Italië              | Gazprom-RusVelo        |
| Niklas Eg          | 06-01-1995    | Denemarken          | Uno-X Pro Cycling Team |
| Koen de Kort       | 08-09-1982    | Nederland           | Gestopt                |
| Ryan Mullen        | 07-08-1994    | Ierland             | BORA-hansgrohe         |
| Antonio Nibali     | 23-09-1992    | Italië              | Astana Qazaqstan Team  |
| Vincenzo Nibali    | 14-11-1984    | Italië              | Astana Qazaqstan Team  |
| Charlie Quarterman | 06-09-1998    | Verenigd Koninkrijk | ?                      |
| Kiel Reijnen       | 01-06-1986    | Verenigde Staten    | Gestopt                |
| Michel Ries        | 11-03-1998    | Luxemburg           | Arkéa-Samsic           |

## Overwinningen
| Nationale kampioenschappen wielrennen Denemarken - wegrit: Alexander Kamp Letland - tijdrit: Toms Skujiņš Letland - wegrit: Emīls Liepiņš Nederland - tijdrit: Bauke Mollema Ster van Bessèges 1e etappe: Mads Pedersen Puntenklassement: Mads Pedersen Ronde van Valencia 4e etappe: Matteo Moschetti Ronde van de Provence Jongerenklassement: Mattias Skjelmose Jensen Parijs-Nice 3e etappe: Mads Pedersen Tirreno-Adriatico Bergklassement: Quinn Simmons Ronde van Sarthe 1e etappe: Mads Pedersen 3e etappe: Mads Pedersen Puntenklassement: Mads Pedersen | Ronde van Griekenland 2e etappe: Matteo Moschetti Ronde van Romandië Bergklassement: Toms Skujiņš Ronde van Hongarije 5e etappe: Antonio Tiberi Ploegenklassement: *1) Ronde van Italië 15e etappe: Giulio Ciccone Jongerenklassement: Juan Pedro López Fyen Rundt Mads Pedersen* Ronde van België 1e etappe: Mads Pedersen Puntenklassement: Mads Pedersen | Ronde van Zwitserland Bergklassement: Quinn Simmons Ronde van de Ain Puntenklassement: Mattias Skjelmose Jensen Bergklassement: Mattias Skjelmose Jensen Ploegenklassement: *2) Ronde van Denemarken Ploegenklassement: *3) Ronde van Spanje 13e etappe: Mads Pedersen 16e etappe: Mads Pedersen 19e etappe: Mads Pedersen Puntenklassement: Mads Pedersen Ronde van Luxemburg 4e etappe (ITT): Mattias Skjelmose Jensen Eindklassement: Mattias Skjelmose Jensen Jongerenklassement: Mattias Skjelmose Jensen |

*als lid van de nationale ploeg
*1): Ploeg Ronde van Hongarije: Aberasturi, Baroncini, Hellemose, Moschetti, Pellaud, Tiberi
*2): Ploeg Ronde van de Ain: Bernard, Brambilla, Hoelgaard, Kamp, Nys, Skjelmose Jensen
*3): Ploeg Ronde van Denemarken: Hoelgaard, Kamp, Mosca, Simmons, Skjelmose Jensen, Stuyven, Vergaerde
Mannen: 2011 · 2012 · 2013 · 2014 · 2015 · 2016 · 2017 · 2018 · 2019 · 2020 · 2021 · 2022 · 2023 · 2024 · 2025
Vrouwen: 2019 · 2020 · 2021 · 2022 · 2023 · 2024 · 2025
AG2R-Citroën · Astana Qazaqstan · Bahrain Victorious · BORA-hansgrohe · Cofidis · EF Education-EasyPost · Groupama-FDJ · INEOS Grenadiers · Intermarché-Wanty-Gobert Matériaux · Israel-Premier Tech · Lotto Soudal · Movistar Team · Quick Step-Alpha Vinyl · Team BikeExchange Jayco · Team DSM · Team Jumbo-Visma · Trek-Segafredo · UAE Team Emirates